# Jacek Banach
Jacek Grzegorz Banach – polski leśnik, doktor habilitowany nauk rolniczych, adiunkt na Uniwersytecie Rolniczym im. Hugona Kołłątaja w Krakowie, specjalista od selekcji i genetyki drzew leśnych oraz nasiennictwa.

## Kariera naukowa
W 1991 roku na Uniwersytecie Rolniczym im. Hugona Kołłątaja w Krakowie uzyskał tytuł magistra inżyniera w zakresie leśnictwa. W 1994 roku został zatrudniony na tejże uczelni, a w 2005 roku na jej Wydziale Leśnym   uzyskał stopień doktora nauk rolniczych w zakresie leśnictwa na podstawie rozprawy pt. Zmienność wewnątrzgatunkowa oraz adaptacja wybranych pochodzeń i rodów dębu szypułkowego (Quercus robur L.) w warunkach Pogórza Karpat, której promotorem był Janusz Sabor. W 2023 roku ta sama uczelnia nadała mu stopień doktora habilitowanego nauk rolniczych w dyscyplinie nauk leśnych na podstawie pracy pt. Wzrost i przydatność hodowlana sadzonek buka zwyczajnego (Fagus sylvatica L.) wyhodowanych na różnych podłożach szkółkarskich.